# Jurassic Express
Il Jurassic Express è stato un tag team di wrestling attivo tra il 2019 e il 2022 nella All Elite Wrestling, composto da Jungle Boy e Luchasaurus.

## Storia
Prima di firmare per la All Elite Wrestling, Jungle Boy e Luchasaurus lottarono in coppia nel circuito indipendente come "A Boy and His Dinosaur" Nel luglio 2019, Marko Stunt fu aggiunto alla squadra e i tre apparvero insieme all'evento Fight for the Fallen, sotto il nome "Jurassic Express". Lottarono il loro primo match ad All Out, dove persero contro i SoCal Uncensored.
Ad ottobre, Jungle Boy e Stunt presero parte ad un torneo per determinare i primi AEW World Tag Team Champions, ma furono eliminati al primo turno dai Lucha Brothers. Vinsero il loro primo match il 15 gennaio 2020 a Dark contro gli Strong Hearts
Il 7 marzo 2021 a Revolution, Jungle Boy e Luchasaurus parteciparono alla casino tag team royale, ma non riuscirono a vincerla. Nell'agosto 2021, Jungle Boy e Luchasaurus riprovarono l'assalto alle cinture di coppia, partecipando a un torneo ad eliminazione per determinare i prossimi sfidanti al titolo, ma sono furono sconfitti in finale dai Lucha Brothers.
Nell'episodio di Dynamite del 5 gennaio 2022, Jungle Boy e Luchasaurus batterono i Lucha Brothers e vinsero gli AEW World Tag Team Championship.

## Titoli e riconoscimenti
- All Elite Wrestling
- AEW World Tag Team Championship (1)[10]